# Pierre Bameul
 (février 2017).
Si vous disposez d'ouvrages ou d'articles de référence ou si vous connaissez des sites web de qualité traitant du thème abordé ici, merci de compléter l'article en donnant les références utiles à sa vérifiabilité et en les liant à la section « Notes et références ».
Pierre Bameul, né le 10 novembre 1940 à Barneville-sur-Mer dans le Cotentin, est un écrivain français de science-fiction. En dehors de la science-fiction, il a également rédigé une longue autobiographie masquée intitulée Enfants de la Guerre, publiée en août 2017.

## Biographie
Auteur autodidacte né dans le Cotentin où il demeure jusqu'à la Libération. Franco-Normand par sa mère et Anglo-Normand par son père, avec une origine hollandaise plus ancienne. Il vit l'après-guerre à Argenteuil et retourne habiter en Normandie en 1950. Pierre Bameul quitte l'école à 14 ans et commence à travailler comme apprenti puis ouvrier ajusteur à l'arsenal naval de Cherbourg. Il combat ensuite en Algérie de 1960 à 1962 dans l'armée de terre. Rentré en France, il exerce une succession de métiers les plus divers, à Cherbourg, puis à Bordeaux, tels que  dessinateur industriel, technicien en matériel de confection, animateur de radio libre, aide comptable, économe, etc., changeant de profession et d'employeur au hasard d'une possible reconversion et d'un meilleur gain, suivant les circonstances et aléas de sa vie. Parallèlement, il suit aussi des cours de formation permanente. Il termine sa carrière comme secrétaire de rédaction puis assistant du rédacteur en chef de France 3 Aquitaine à Bordeaux. 
Pierre Bameul s'est marié en 1964 avec une femme franco-américaine, dont il a deux enfants : Franck né en 1965, médecin à Bordeaux et Flora née en 1984, professeure d'anglais.
Sa passion pour l'histoire et la philosophie transparaît dans ses ouvrages.

## Œuvre
Littérature générale, catégorie Histoire :
-  Enfants de la guerre, éditions Amalthée, août 2017  (ISBN 978-2-310-03457-9).

### Romans
- Je paye donc je suis, 1977, Galaxie no 151 et no 152, Opta Paris , janvier et février 1977. Traduit en serbo-croate sous le titre : Placam, dakle postojim.
- Écrit dans le passé, 1978, Fiction no 292 et no 293, Opta Paris, juillet-août et septembre 1978.
- Par le royaume d'Osiris, Nouvelles éditions OPTA, 1981  (ISBN 978-2720101380). Galaxie-bis no 75, OPTA Paris, septembre 1981.
- L'Ère du vent, Éditions ARMADA, 2011  (ISBN 979-1090931039), novembre 2011, premier roman airpunk[Quoi ?].

#### , SériePour nourrir le Soleil
Les romans de ce cycle sont des uchronies.
1. La Saga d'Arne Marsson, Fleuve noir, 1986  (ISBN 978-2265032682), coll. Anticipation no 1458, mai 1986.
2. Le Choix des Destins, Fleuve noir, 1986  (ISBN 978-2265033924). coll. Anticipation no 1489, octobre 1986.

Réédition en numérique de ces deux romans regroupés sous leur titre initial Pour nourrir le Soleil, Éditions L'Ivre-Book, janvier 2017.

### Nouvelles
- Les Vieux au poteau !, 1975  Galaxie no 137, OPTA Paris, octobre 1975. Prix de la meilleure nouvelle de SF française au Congrès de la SF française d'Angoulème en 1975.
- Copyright éditions Azerty, Galaxie no 144, OPTA Paris, mai 1976.
- Le Cavalier antique, 1977, nouvelle radiophonique, France 3 Aquitaine, février 1977.
- l'Echelle Mobile, 1979, anthologie Des métiers d'avenir, Ponte Mirone, 1979.
- L'Ultime bastion, 1979, Les Espaces Libres no 4, 1979.
- Les Redresseurs de torts, 1980, Opzone no 7, avril 1980.
- Mobilis in mobili, 1980, anthologie Mouvance IV, 1980. Réédition anthologie Lunatique spécial No 149, avril 2013.
- Héroïne fantaisie, 1983, anthologie Les jeux de l'Humour et du Bizarre, avril 1983.
- La Rosée du Veld, 1986, anthologie Les passagers du vent, octobre 1986.
- Pour une larme du Soleil, 2012, anthologie Dimension Compagnie des Glaces no 24, Rivière Blanche, décembre 2012.
- Conte du guerrier chétif, 2013, Galaxies no 22/64, mars 2013.
- Les Bienheureux des Pieux, 2016, anthologie Dimension Sidération no 43, Rivière Blanche, janvier 2016.
- Montre-nous ton pouvoir, 2016, Galaxies no 41/83 en édition numérique. Réédition Galaxies No 47/89 en édition papier, mai 2017.